# Dioscorea
- Commons
- Wikispecies

Em botânica, Dioscorea é um gênero de plantas, com mais de 600 espécies, originário das regiões tropicais e subtropicais de ambos os hemisférios.
Neste gênero, estão espécies de grande importância alimentar pelos seus tubérculos ("batatas"), chamados de inhame ou cará, dependendo da região. Em muitas regiões, esses tubérculos são uma importante fonte alimentar de carboidratos. Eles também contêm vitaminas do complexo B.  As espécies comestíveis foram espalhadas pelas regiões tropicais e subtropicais do mundo todo por viajantes portugueses, espanhóis e árabes.
Existem centenas de cultivares dessas espécies, com nomes como inhame-branco, inhame-amarelo, inhame-de-água, cará-nambu, caratinga, cará-de-folha-colorida, cará-liso, cará-de-pele-branca, inhame-cará,  cará-barbado, cará-moela, cará-da-costa, cará-de-são-tomé, cará-branco, cará-preto, cará-do-céu, cará-do-ar, cará-sapateiro, cará-amarelo, cará-doze-meses, cará-do-pará, cará-da-guiné, cará-de-espinho, e muitos outros.
No Brasil, as principais espécies cultivadas são D. cayennensis ou D. rotundata (originária da África), D. alata (do sul da Ásia), D. bulbifera, D. dodecaneura e D. dumetorum.
A espécie  D. trifida (cará-doce) foi domesticada pelos povos indígenas nas áreas limítrofes entre o Brasil e as Guianas.
Outras espécies extensivamente cultivadas são a D. batatas e a D. purpurea (esta última em Taiwan e no sueste asiático).  A espéçie Dioscorea esculenta é a espécie mais utilizada no subcontinente indiano, no sul do Vietname e nas ilhas do Pacífico Sul. A espécie D. opposita é cultivada na China.
O padre José de Anchieta (1534-1597) descreveu estas plantas (com nome "cará") louvando seus valores.

## Características gerais
O gênero Dioscorea compõe-se de plantas trepadeiras anuais ou perenes.  As maiores espécies do gênero atingem até 1,7 metros de altura; têm folhas largas, de interessante efeito decorativo.
Os tubérculos variam em tamanho desde pequenas "batatas" de alguns centímetros de diâmetros até gigantes com mais de 1,5 metros de comprimento e 40 kg de peso, ou até 2,5 metros de comprimento e 70 kg de peso. Dependendo da espécie e variedade, a porção comestível do tubérculo pode ter polpa com cores que vão do esbranquiçado ao amarelo, rosado ou ao roxo. A textura da polpa varia entre o tenro e aguado e o seco e fibroso, dependendo da espécie e variedade e do seu estado vegetativo.
O inhame cultivado costuma ser uma planta rústica, dispensando tratos sofisticados.
De acordo com a Organização das Nações Unidas para Agricultura e Alimentação, a produção global de inhame atingiu, no ano 2000, cerca de 37,5 milhões de toneladas, cultivadas em cerca de 4 milhões de hectares de terra arável. A África tropical contribui com 96 por cento desta produção, com a restante a ser produzida nas Caraíbas, na América Central e do Sul, com destaque para o nordeste brasileiro, na Nova Guiné e no sueste da Ásia.
O inhame é a segunda mais importante cultura para consumo humano em África, representando, em peso, cerca de 30 por cento da produção da mandioca, o vegetal mais cultivado para alimentação humana naquele continente.
Dos 600 cultivares usados em todo o mundo, três (o inhame-branco, o inhame-amarelo e o inhame-de-água) assumem importância fundamental na África Ocidental, região onde a Nigéria, isoladamente, contribui com 26 milhões de toneladas, ou seja, cerca de 70 por cento da produção mundial. Outros grandes produtores são o Gana (3 milhões de toneladas), a Costa do Marfim (2,9 milhões de toneladas), Camarões, o Benim e o Togo.
Naquela região de África, o inhame é o principal alimento e o seu cultivo assume um papel sociocultural central na vida das populações rurais, ocupando 2  milhões de hectares de terrenos agrícolas (95 por cento do total mundial), com rendimentos anuais da ordem das 10 toneladas por hectare.

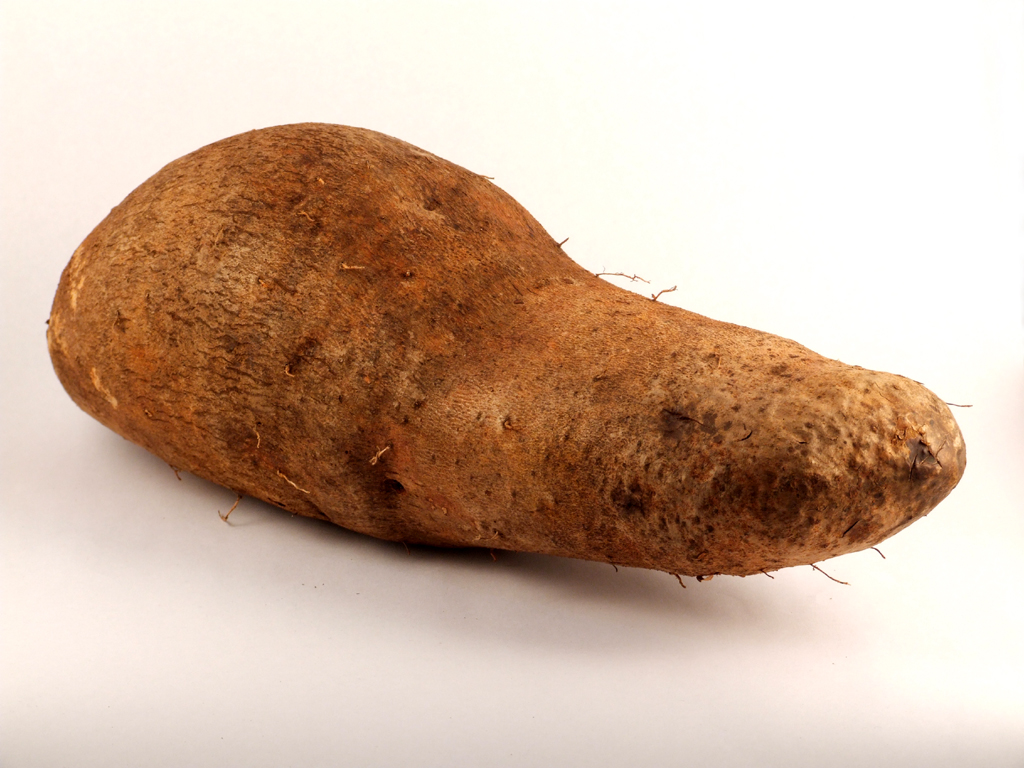
Cará subterrâneo
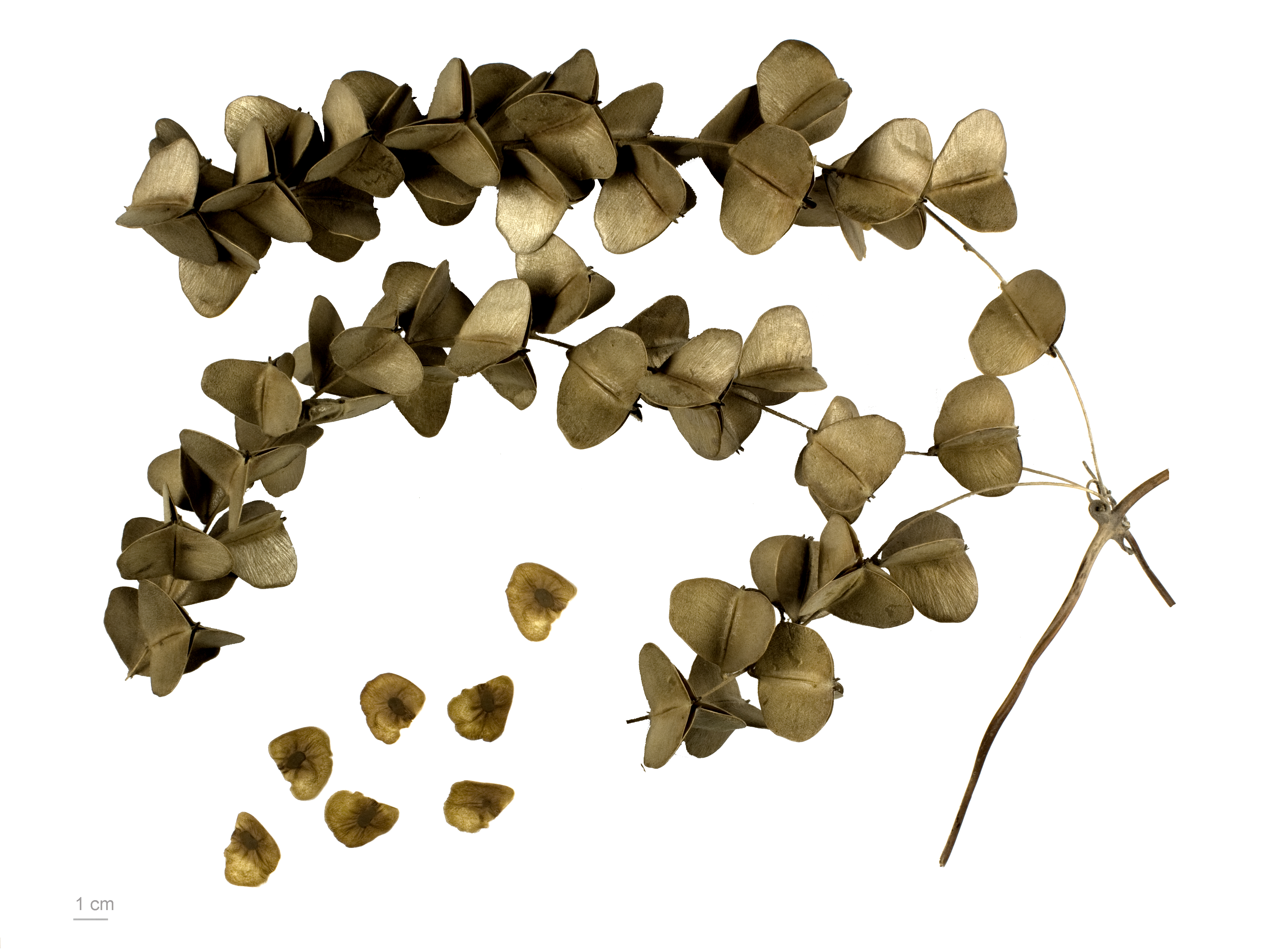
Frutos e sementes de Dioscorea sp. no Museu de Toulouse.

## Espécies
1. Dioscorea abysmophila Maguire & Steyerm.
2. Dioscorea abyssinica Hochst. ex Kunth
3. Dioscorea acanthogene Rusby
4. Dioscorea acerifolia Phil.
5. Dioscorea acuminata Baker
6. Dioscorea adenantha Uline
7. Dioscorea aesculifolia R.Knuth
8. Dioscorea aguilarii Standl. & Steyerm.
9. Dioscorea alata L.
10. Dioscorea alatipes Burkill & H.Perrier
11. Dioscorea althaeoides R.Knuth
12. Dioscorea altissima Lam.
13. Dioscorea amaranthoides C.Presl
14. Dioscorea amazonum Mart. ex Griseb.
15. Dioscorea amazonum var. klugii (R.Knuth) Ayala
16. Dioscorea amoena R.Knuth
17. Dioscorea analalavensis Jum. & H.Perrier
18. Dioscorea ancachsensis R.Knuth
19. Dioscorea andina Phil.
20. Dioscorea andromedusae O.Téllez
21. Dioscorea angustifolia Rusby
22. Dioscorea anomala Griseb.
23. Dioscorea antaly Jum. & H.Perrier
24. Dioscorea antucoana Uline ex R.Knuth
25. Dioscorea arachidna Prain & Burkill
26. Dioscorea araucana Phil.
27. Dioscorea arcuatinervis Hochr.
28. Dioscorea argyrogyna Uline ex R.Knuth
29. Dioscorea arifolia C.Presl
30. Dioscorea aristolochiifolia Poepp.
31. Dioscorea arnensis R. Knuth
32. Dioscorea asclepiadea Prain & Burkill
33. Dioscorea aspera Humb. & Bonpl. ex Willd.
34. Dioscorea aspersa Prain & Burkill
35. Dioscorea asperula Pedralli
36. Dioscorea asteriscus Burkill
37. Dioscorea atrescens R.Knuth
38. Dioscorea auriculata Poepp.
39. Dioscorea bahiensis R.Knuth
40. Dioscorea bako Wilkin
41. Dioscorea balcanica Košanin
42. Dioscorea bancana Prain & Burkill
43. Dioscorea banzhuana S.J.Pei & C.T.Ting
44. Dioscorea bartlettii C.V.Morton
45. Dioscorea basiclavicaulis Rizzini & A.Mattos
46. Dioscorea baya De Wild.
47. Dioscorea beecheyi R.Knuth
48. Dioscorea belophylla (Prain) Voigt ex Haines
49. Dioscorea bemandry Jum. & H.Perrier
50. Dioscorea bemarivensis Jum. & H.Perrier
51. Dioscorea benthamii Prain & Burkill
52. Dioscorea berenicea McVaugh
53. Dioscorea bermejensis R.Knuth
54. Dioscorea bernoulliana Prain & Burkill
55. Dioscorea besseriana Kunth
56. Dioscorea beyrichii R.Knuth
57. Dioscorea bicolor Prain & Burkill
58. Dioscorea biformifolia S.J.Pei & C.T.Ting
59. Dioscorea biloba (Phil.) Caddick & Wilkin
60. Dioscorea biplicata R.Knuth
61. Dioscorea birmanica Prain & Burkill
62. Dioscorea birschelii Harms ex R.Knuth
63. Dioscorea blumei Prain & Burkill
64. Dioscorea bolivarensis Steyerm.
65. Dioscorea bonii Prain & Burkill
66. Dioscorea bosseri Haigh & Wilkin
67. Dioscorea brachybotrya Poepp.
68. Dioscorea brachystachya Phil.
69. Dioscorea bradei R.Knuth
70. Dioscorea brandisii Prain & Burkill
71. Dioscorea brevipetiolata Prain & Burkill
72. Dioscorea bridgesii Griseb. ex Kunth
73. Dioscorea brownii Schinz
74. Dioscorea bryoniifolia Poepp.
75. Dioscorea buchananii Benth.
76. Dioscorea buckleyana Wilkin
77. Dioscorea bulbifera L.
78. Dioscorea bulbotricha Hand.-Mazz.
79. Dioscorea burchellii Baker
80. Dioscorea burkilliana J.Miège
81. Dioscorea cachipuertensis Ayala
82. Dioscorea calcicola Prain & Burkill
83. Dioscorea caldasensis R.Knuth
84. Dioscorea calderillensis R.Knuth
85. Dioscorea callacatensis R.Knuth
86. Dioscorea cambodiana Prain & Burkill
87. Dioscorea campanulata Uline ex R.Knuth
88. Dioscorea campestris Griseb.
89. Dioscorea campos-portoi R.Knuth
90. Dioscorea carionis Prain & Burkill
91. Dioscorea carpomaculata O.Téllez & B.G.Schub.
92. Dioscorea carpomaculata var. cinerea (Uline ex R.Knuth) O.Téllez & B.G.Schub.
93. Dioscorea castilloniana Hauman
94. Dioscorea catharinensis R.Knuth
95. Dioscorea caucasica Lipsky
96. Dioscorea cavenensis Lam.
97. Dioscorea cayennensis Lam.
98. Dioscorea cayennensis subsp. rotundata (Poir.) J.Miège; syn.: D. rotundata Poir.
99. Dioscorea ceratandra Uline ex R.Knuth
100. Dioscorea chacoensis R.Knuth
101. Dioscorea chagllaensis R.Knuth
102. Dioscorea chancayensis R.Knuth
103. Dioscorea chaponensis R.Knuth
104. Dioscorea chiapasensis Matuda
105. Dioscorea chimborazensis R.Knuth
106. Dioscorea chingii Prain & Burkill
107. Dioscorea choriandra Uline ex R.Knuth
108. Dioscorea chouardii Gaussen
109. Dioscorea cienegensis R.Knuth
110. Dioscorea cinnamomifolia Hook.
111. Dioscorea cirrhosa  Lour.
112. Dioscorea cissophylla Phil.
113. Dioscorea claessensii De Wild.
114. Dioscorea claussenii Uline ex R.Knuth
115. Dioscorea claytonii Ayala
116. Dioscorea cochleariapiculata De Wild.
117. Dioscorea collettii Hook.f.
118. Dioscorea collettii var. hypoglauca (Palib.) S.J.Pei & C.T.Ting
119. Dioscorea communis (L.) Caddick & Wilkin
120. Dioscorea commutata R.Knuth
121. Dioscorea comorensis R.Knuth
122. Dioscorea composita Hemsl.
123. Dioscorea contracta R.Knuth
124. Dioscorea convolvulacea Cham. & Schltdl.
125. Dioscorea convolvulacea subsp. grandifolia (Schltdl.) Uline ex R.Knuth
126. Dioscorea conzattii R.Knuth
127. Dioscorea cordifolia Laness.
128. Dioscorea coreana (Prain & Burkill) R.Knuth
129. Dioscorea coriacea Humb. & Bonpl. ex Willd.
130. Dioscorea coripatenis J.F.Macbr.
131. Dioscorea coronata Hauman
132. Dioscorea cotinifolia Kunth
133. Dioscorea craibiana Prain & Burkill
134. Dioscorea crateriflora R.Knuth
135. Dioscorea crotalariifolia Uline
136. Dioscorea cruzensis R.Knuth
137. Dioscorea cubensis R.Knuth
138. Dioscorea cumingii Prain & Burkill
139. Dioscorea curitybensis R.Knuth
140. Dioscorea cuspidata Humb. & Bonpl. ex Willd.
141. Dioscorea cuyabensis R.Knuth
142. Dioscorea cyanisticta J.D.Sm.
143. Dioscorea cymosula Hemsl.
144. Dioscorea cyphocarpa C.B.Rob. ex Knuth
145. Dioscorea daunea Prain & Burkill
146. Dioscorea davidsei O.Téllez
147. Dioscorea de-mourae Uline ex R.Knuth
148. Dioscorea debilis Uline ex R.Knuth
149. Dioscorea decaryana H.Perrier
150. Dioscorea decipiens Hook.f.
151. Dioscorea decorticans C.Presl
152. Dioscorea deflexa Griseb.
153. Dioscorea delavayi Franch.
154. Dioscorea delicata R.Knuth
155. Dioscorea deltoidea Wall. ex Griseb.
156. Dioscorea dendrotricha Uline
157. Dioscorea densiflora Hemsl.
158. Dioscorea depauperata Prain & Burkill
159. Dioscorea diamantinensis R.Knuth
160. Dioscorea dicranandra Donn.Sm.
161. Dioscorea dielsii R.Knuth
162. Dioscorea dissimulans Prain & Burkill
163. Dioscorea divaricata Blanco
164. Dioscorea diversifolia Griseb.
165. Dioscorea dodecaneura Vell.
166. Dioscorea dregeana (Kunth) T.Durand & Schinz
167. Dioscorea duchassaingii R.Knuth
168. Dioscorea dugesii C.B.Rob.
169. Dioscorea dumetorum (Kunth) Pax
170. Dioscorea dumetosa Uline ex R.Knuth
171. Dioscorea ekmanii R.Knuth
172. Dioscorea elegans Ridl. ex Prain & Burkill
173. Dioscorea elephantipes (L'Hér.) Engl.
174. Dioscorea entomophila Hauman
175. Dioscorea epistephioides Taub.
176. Dioscorea escuintlensis Matuda
177. Dioscorea esculenta (Lour.) Burkill
178. Dioscorea esquirolii Prain & Burkill
179. Dioscorea exalata C.T.Ting & M.C.Chang
180. Dioscorea fandra H.Perrier
181. Dioscorea fasciculocongesta (Sosa & B.G.Schub.) O.Téllez
182. Dioscorea fastigiata Gay
183. Dioscorea fendleri R.Knuth
184. Dioscorea ferreyrae Ayala
185. Dioscorea filiformis Blume
186. Dioscorea flabellifolia Prain & Burkill
187. Dioscorea flaccida R.Knuth
188. Dioscorea floribunda M.Martens & Galeotti
189. Dioscorea floridana Bartlett
190. Dioscorea fodinarum Kunth
191. Dioscorea fordii Prain & Burkill
192. Dioscorea formosana R.Knuth
193. Dioscorea fractiflexa R.Knuth
194. Dioscorea fuliginosa R.Knuth
195. Dioscorea furcata Griseb.
196. Dioscorea futschauensis Uline ex R.Knuth
197. Dioscorea galeottiana Kunth
198. Dioscorea galiiflora R.Knuth
199. Dioscorea gallegosi Matuda
200. Dioscorea garrettii Prain & Burkill
201. Dioscorea gaumeri R.Knuth
202. Dioscorea gentryi O.Téllez
203. Dioscorea gillettii Milne-Redh.
204. Dioscorea glabra Roxb.
205. Dioscorea glandulosa (Griseb.) Klotzsch ex Kunth
206. Dioscorea glandulosa var. calcensis (R.Knuth) Ayala
207. Dioscorea glomerulata Hauman
208. Dioscorea gomez-pompae O.Téllez
209. Dioscorea gracilicaulis R.Knuth
210. Dioscorea gracilipes Prain & Burkill
211. Dioscorea gracilis Hook. ex Poepp.
212. Dioscorea gracillima Miq.
213. Dioscorea grandiflora Mart. ex Griseb.
214. Dioscorea grandis R.Knuth
215. Dioscorea grata Prain & Burkill
216. Dioscorea gribinguiensis Baudon
217. Dioscorea grisebachii Kunth
218. Dioscorea guerrerensis R.Knuth
219. Dioscorea guianensis R.Knuth
220. Dioscorea haenkeana C.Presl
221. Dioscorea hamiltonii Hook.f.
222. Dioscorea hassleriana Chodat
223. Dioscorea hastata Mill.
224. Dioscorea hastatissima Rusby
225. Dioscorea hastifolia Nees
226. Dioscorea hastiformis R.Knuth
227. Dioscorea haumanii Xifreda
228. Dioscorea havilandii Prain & Burkill
229. Dioscorea hebridensis R.Knuth
230. Dioscorea hemicrypta Burkill
231. Dioscorea hemsleyi Prain & Burkill
232. Dioscorea heptaneura Vell.
233. Dioscorea herbert-smithii Rusby
234. Dioscorea herzogii R.Knuth
235. Dioscorea heteropoda Baker
236. Dioscorea hexagona Baker
237. Dioscorea hieronymi Uline ex R.Knuth
238. Dioscorea hintonii R.Knuth
239. Dioscorea hirtiflora Benth.
240. Dioscorea hirtiflora subsp. orientalis Milne-Redh.
241. Dioscorea hispida Dennst.
242. Dioscorea holmioidea Maury
243. Dioscorea hombuka H.Perrier
244. Dioscorea hondurensis R.Knuth
245. Dioscorea howardiana O.Téllez, B.G.Schub. & Geeta
246. Dioscorea humifusa Poepp.
247. Dioscorea humilis Bertero ex Colla
248. Dioscorea humilis subsp. polyanthes (F.Phil.) Viruel, Segarra & Villar
249. Dioscorea hunzikeri Xifreda
250. Dioscorea igualamontana Matuda
251. Dioscorea incayensis R.Knuth
252. Dioscorea inopinata Prain & Burkill
253. Dioscorea insignis C.V.Morton & B.G.Schub.
254. Dioscorea intermedia Thwaites
255. Dioscorea ionophylla Uline ex R.Knuth
256. Dioscorea iquitosensis R.Knuth
257. Dioscorea irupanensis R.Knuth
258. Dioscorea itapirensis R.Knuth
259. Dioscorea itatiensis R.Knuth
260. Dioscorea jaliscana S.Watson
261. Dioscorea jamesonii R.Knuth
262. Dioscorea japonica Thunb. - Shan yao in Chinese (chinês: 山药, pinyin: Shān yào)
263. Dioscorea javariensis Ayala
264. Dioscorea juxtlahuacensis (O.Téllez & Dávila) Caddick & Wilkin
265. Dioscorea kalkapershadii Prain & Burkill
266. Dioscorea kamoonensis Kunth
267. Dioscorea keduensis Burkill ex Backer
268. Dioscorea kerrii Prain & Burkill
269. Dioscorea killipii R.Knuth
270. Dioscorea kimiae Wilkin
271. Dioscorea kingii R.Knuth
272. Dioscorea kituiensis Wilkin & Muasya
273. Dioscorea kjellbergii R.Knuth
274. Dioscorea knuthiana De Wild.
275. Dioscorea koepperi Standl.
276. Dioscorea koyamae Jayas.
277. Dioscorea kratica Prain & Burkill
278. Dioscorea kunthiana Uline
279. Dioscorea kuntzei Uline ex Kuntze
280. Dioscorea lacerdaei Griseb.
281. Dioscorea laevis Uline
282. Dioscorea lamprocaula Prain & Burkill
283. Dioscorea lanata Bail
284. Dioscorea larecajensis Uline ex R.Knuth
285. Dioscorea laurifolia Wall. ex Hook.f.
286. Dioscorea lawrancei R.Knuth
287. Dioscorea laxiflora Mart. ex Griseb.
288. Dioscorea lehmannii Uline
289. Dioscorea lepcharum Prain & Burkill
290. Dioscorea lepida C.V.Morton
291. Dioscorea leptobotrys Uline ex R.Knuth
292. Dioscorea liebmannii Uline
293. Dioscorea lijiangensis C.L.Long & H.Li
294. Dioscorea linearicordata Prain & Burkill
295. Dioscorea lisae Dorr & Stergios
296. Dioscorea listeri Prain & Burkill
297. Dioscorea litoralis Phil.
298. Dioscorea loefgrenii R.Knuth
299. Dioscorea loheri Prain & Burkill
300. Dioscorea longicuspis R.Knuth
301. Dioscorea longipes Phil.
302. Dioscorea longirhiza Caddick & Wilkin
303. Dioscorea longituba Uline
304. Dioscorea lundii Uline ex R.Knuth
305. Dioscorea luzonensis Schauer
306. Dioscorea macbrideana R.Knuth
307. Dioscorea maciba Jum. & H.Perrier
308. Dioscorea macrantha Uline ex R.Knuth
309. Dioscorea macrothyrsa Uline
310. Dioscorea macvaughii B.G.Schub.
311. Dioscorea madecassa H.Perrier
312. Dioscorea madiunensis Prain & Burkill
313. Dioscorea maianthemoides Uline ex R.Knuth
314. Dioscorea mamillata Jum. & H.Perrier
315. Dioscorea mandonii Rusby
316. Dioscorea mangenotiana J.Miège
317. Dioscorea mantigueirensis R.Knuth
318. Dioscorea margarethia G.M.Barroso, E.F.Guim. & Sucre
319. Dioscorea marginata Griseb.
320. Dioscorea martensis R.Knuth
321. Dioscorea martiana Griseb.
322. Dioscorea martini Prain & Burkill
323. Dioscorea matagalpensis Uline
324. Dioscorea matudae O.Téllez & B.G.Schub.
325. Dioscorea mayottensis Wilkin
326. Dioscorea megacarpa Gleason
327. Dioscorea megalantha Griseb.
328. Dioscorea melanophyma Prain & Burkill
329. Dioscorea melastomatifolia Uline ex Prain
330. Dioscorea membranacea Pierre ex Prain & Burkill
331. Dioscorea menglaensis H.Li
332. Dioscorea meridensis Kunth
333. Dioscorea merrillii Prain & Burkill
334. Dioscorea mesoamericana O.Téllez & Mart.-Rodr.
335. Dioscorea mexicana Scheidw.
336. Dioscorea microbotrya Griseb.
337. Dioscorea microcephala Uline
338. Dioscorea microura R.Knuth
339. Dioscorea mindanaensis R.Knuth
340. Dioscorea minima C.B.Rob. & Seaton
341. Dioscorea minutiflora Engl.
342. Dioscorea mitis C.V.Morton
343. Dioscorea mitoensis R.Knuth
344. Dioscorea modesta Phil.
345. Dioscorea mollis Kunth
346. Dioscorea monadelpha (Kunth) Griseb.
347. Dioscorea × monandra Hauman
348. Dioscorea morelosana (Uline) Matuda
349. Dioscorea moritziana (Kunth) R.Knuth
350. Dioscorea mosqueirensis R.Knuth
351. Dioscorea moultonii Prain & Burkill
352. Dioscorea moyobambensis R.Knuth
353. Dioscorea mucronata Uline ex R.Knuth
354. Dioscorea multiflora Mart. ex Griseb.
355. Dioscorea multiloba Kunth
356. Dioscorea multinervis Benth.
357. Dioscorea mundii Baker
358. Dioscorea nako H.Perrier
359. Dioscorea namorokensis Wilkin
360. Dioscorea nana Poepp.
361. Dioscorea nanlaensis H.Li
362. Dioscorea natalensis R.Knuth
363. Dioscorea natalia Hammel
364. Dioscorea neblinensis Maguire & Steyerm.
365. Dioscorea nelsonii Uline ex R.Knuth
366. Dioscorea nematodes Uline ex R.Knuth
367. Dioscorea nervata R.Knuth
368. Dioscorea nervosa Phil.
369. Dioscorea nicolasensis R.Knuth
370. Dioscorea nieuwenhuisii Prain & Burkill
371. Dioscorea nipensis R.A.Howard
372. Dioscorea nipponica Makino
373. Dioscorea nitens Prain & Burkill
374. Dioscorea nuda R.Knuth
375. Dioscorea nummularia Lam.
376. Dioscorea nutans R.Knuth
377. Dioscorea oaxacensis Uline
378. Dioscorea obcuneata Hook.f.
379. Dioscorea oblonga Gleason
380. Dioscorea oblongifolia Rusby
381. Dioscorea obtusifolia Hook. & Arn.
382. Dioscorea olfersiana Klotzsch ex Griseb.
383. Dioscorea oligophylla Phil.
384. Dioscorea omiltemensis O.Téllez
385. Dioscorea opaca R.Knuth
386. Dioscorea oppositiflora Griseb.
387. Dioscorea oppositifolia L. - Shan yao in Chinese (chinês: 山药, pinyin: Shān yào)
388. Dioscorea orangeana Wilkin[7]
389. Dioscorea orbiculata Hook.f.
390. Dioscorea orbiculata var. tenuifolia (Ridl.) Thapyai
391. Dioscorea oreodoxa B.G.Schub.
392. Dioscorea organensis R.Knuth
393. Dioscorea orientalis (J.Thiébaut) Caddick & Wilkin
394. Dioscorea orizabensis Uline
395. Dioscorea orthogoneura Uline ex Hochr.
396. Dioscorea oryzetorum Prain & Burkill
397. Dioscorea ovalifolia R.Knuth
398. Dioscorea ovata Vell.
399. Dioscorea ovinala Baker
400. Dioscorea palawana Prain & Burkill
401. Dioscorea paleata Burkill
402. Dioscorea pallens Schltdl.
403. Dioscorea pallidinervia R.Knuth
404. Dioscorea palmeri R.Knuth
405. Dioscorea panamensis R.Knuth
406. Dioscorea panthaica Prain & Burkill
407. Dioscorea pantojensis R.Knuth
408. Dioscorea paradoxa Prain & Burkill
409. Dioscorea pavonii Uline ex R.Knuth
410. Dioscorea pedicellata Phil.
411. Dioscorea pencana Phil.
412. Dioscorea pendula Poepp. ex Kunth
413. Dioscorea pentaphylla L.
414. Dioscorea peperoides Prain & Burkill
415. Dioscorea perdicum Taub.
416. Dioscorea perenensis R.Knuth
417. Dioscorea perpilosa H.Perrier
418. Dioscorea petelotii Prain & Burkill
419. Dioscorea philippiana Uline ex R.Knuth
420. Dioscorea piauhyensis R.Knuth
421. Dioscorea pierrei Prain & Burkill
422. Dioscorea pilcomayensis Hauman
423. Dioscorea pilgeriana R.Knuth
424. Dioscorea pilosiuscula Bertero ex Spreng.
425. Dioscorea pinedensis R.Knuth
426. Dioscorea piperifolia Humb. & Bonpl. ex Willd.
427. Dioscorea piscatorum Prain & Burkill
428. Dioscorea pittieri R.Knuth
429. Dioscorea planistipulosa Uline ex R.Knuth
430. Dioscorea plantaginifolia R.Knuth
431. Dioscorea platycarpa Prain & Burkill
432. Dioscorea platycolpota Uline ex B.L.Rob.
433. Dioscorea plumifera C.B.Rob.
434. Dioscorea pohlii Griseb.
435. Dioscorea pohlii var. luschnathiana (Kunth) Uline ex R.Knuth
436. Dioscorea poilanei Prain & Burkill
437. Dioscorea polyclados Hook.f.
438. Dioscorea polygonoides Humb. & Bonpl. ex Willd.
439. Dioscorea polystachya Turcz. (also: Dioscorea batatas Decne)
440. Dioscorea pomeroonensis R.Knuth
441. Dioscorea potarensis R.Knuth
442. Dioscorea praehensilis Benth.
443. Dioscorea prainiana R.Knuth
444. Dioscorea prazeri Prain & Burkill
445. Dioscorea preslii Steud.
446. Dioscorea preussii Pax
447. Dioscorea preussii subsp. hylophila (Harms) Wilkin
448. Dioscorea pringlei C.B.Rob.
449. Dioscorea proteiformis H.Perrier
450. Dioscorea psammophila R.Knuth
451. Dioscorea pseudomacrocapsa G.M.Barroso, E.F.Guim. & Sucre
452. Dioscorea pseudorajanioides R.Knuth
453. Dioscorea pseudotomentosa Prain & Burkill
454. Dioscorea pteropoda Boivin ex H.Perrier
455. Dioscorea pubera Blume
456. Dioscorea pubescens Poir.
457. Dioscorea pumicicola Uline
458. Dioscorea pumilio Griseb.
459. Dioscorea puncticulata R.Knuth
460. Dioscorea purdiei R.Knuth
461. Dioscorea putisensis R.Knuth
462. Dioscorea putumayensis R.Knuth
463. Dioscorea pynaertii De Wild.
464. Dioscorea pyrenaica Bubani & Bordère ex Gren.
465. Dioscorea pyrifolia Kunth
466. Dioscorea quartiniana A.Rich.
467. Dioscorea quaternata J.F. Gmel.
468. Dioscorea quinquelobata Thunb.
469. Dioscorea quispicanchensis R.Knuth
470. Dioscorea racemosa (Klotzsch) Uline
471. Dioscorea regnellii Uline ex R.Knuth
472. Dioscorea remota C.V.Morton
473. Dioscorea remotiflora Kunth
474. Dioscorea reticulata Gay
475. Dioscorea retusa Mast.
476. Dioscorea reversiflora Uline
477. Dioscorea ridleyi Prain & Burkill
478. Dioscorea riedelii R.Knuth
479. Dioscorea rigida R.Knuth
480. Dioscorea rimbachii R.Knuth
481. Dioscorea rockii Prain & Burkill
482. Dioscorea rosei R.Knuth
483. Dioscorea rumicoides Griseb.
484. Dioscorea rupicola Kunth
485. Dioscorea rusbyi Uline
486. Dioscorea sabarensis R.Knuth
487. Dioscorea sagittata Poir.
488. Dioscorea sagittifolia Pax
489. Dioscorea sagittifolia var. lecardii (De Wild.) Nkounkou
490. Dioscorea salicifolia Blume
491. Dioscorea salvadorensis Standl.
492. Dioscorea sambiranensis R.Knuth
493. Dioscorea sanchez-colini Matuda
494. Dioscorea sandiensis R.Knuth
495. Dioscorea sandwithii B.G.Schub.
496. Dioscorea sanpaulensis R.Knuth
497. Dioscorea sansibarensis Pax
498. Dioscorea santanderensis R.Knuth
499. Dioscorea santosensis R.Knuth
500. Dioscorea sarasinii Uline ex R.Knuth
501. Dioscorea saxatilis Poepp.
502. Dioscorea scabra Humb. & Bonpl. ex Willd.
503. Dioscorea schimperiana Hochst. ex Kunth
504. Dioscorea schubertiae Ayala
505. Dioscorea schunkei Ayala & T.Clayton
506. Dioscorea schwackei Uline ex R.Knuth
507. Dioscorea scortechinii Prain & Burkill
508. Dioscorea secunda R.Knuth
509. Dioscorea sellowiana Uline ex R.Knuth
510. Dioscorea semperflorens Uline
511. Dioscorea septemloba Thunb.
512. Dioscorea septemnervis Vell.
513. Dioscorea sericea R.Knuth
514. Dioscorea seriflora Jum. & H.Perrier
515. Dioscorea serpenticola Hoque & P.K.Mukh.
516. Dioscorea sessiliflora McVaugh
517. Dioscorea sexrimata Burkill
518. Dioscorea simulans Prain & Burkill
519. Dioscorea sincorensis R.Knuth
520. Dioscorea sinoparviflora C.T.Ting, M.G.Gilbert & Turland
521. Dioscorea sinuata Vell.
522. Dioscorea sitamiana Prain & Burkill
523. Dioscorea skottsbergii R.Knuth
524. Dioscorea smilacifolia De Wild. & T.Durand
525. Dioscorea sonlaensis R.Knuth
526. Dioscorea sororopana Steyerm.
527. Dioscorea soso Jum. & H.Perrier
528. Dioscorea soso var. trichopoda (Jum. & H.Perrier) Burkill & H.Perrier
529. Dioscorea spectabilis R.Knuth
530. Dioscorea spicata Roth
531. Dioscorea spiculiflora Hemsl.
532. Dioscorea spiculoides Matuda
533. Dioscorea spongiosa J.Q.Xi, M.Mizuno & W.L.Zhao
534. Dioscorea sprucei Uline ex R.Knuth
535. Dioscorea standleyi C.V.Morton
536. Dioscorea stegelmanniana R.Knuth
537. Dioscorea stellaris R.Knuth
538. Dioscorea stemonoides Prain & Burkill
539. Dioscorea stenocolpus Phil.
540. Dioscorea stenomeriflora Prain & Burkill
541. Dioscorea stenopetala Hauman
542. Dioscorea stenophylla Uline
543. Dioscorea sterilis O.Weber & Wilkin
544. Dioscorea stipulosa Uline ex R.Knuth
545. Dioscorea subcalva Prain & Burkill
546. Dioscorea subhastata Vell.
547. Dioscorea sublignosa R.Knuth
548. Dioscorea submigra R.Knuth
549. Dioscorea subtomentosa Miranda
550. Dioscorea sumatrana Prain & Burkill
551. Dioscorea sumiderensis B.G.Schub. & O.Téllez
552. Dioscorea suratensis R.Knuth
553. Dioscorea sylvatica Eckl.
554. Dioscorea synandra Uline
555. Dioscorea syringifolia (Kunth) Kunth & R.H.Schomb. ex R.Knuth
556. Dioscorea tabatae Hatus. ex Yamashita & M.N.Tamura
557. Dioscorea tacanensis Lundell
558. Dioscorea tamarisciflora Prain & Burkill
559. Dioscorea tamoidea Griseb.
560. Dioscorea tamshiyacuensis Ayala
561. Dioscorea tancitarensis Matuda
562. Dioscorea tarijensis R.Knuth
563. Dioscorea tarmensis R.Knuth
564. Dioscorea tauriglossum R.Knuth
565. Dioscorea tayacajensis R.Knuth
566. Dioscorea temascaltepecensis R.Knuth
567. Dioscorea tenebrosa C.V.Morton
568. Dioscorea tenella Phil.
569. Dioscorea tentaculigera Prain & Burkill
570. Dioscorea tenuipes Franch. & Sav.
571. Dioscorea tenuiphyllum R.Knuth
572. Dioscorea tenuis R.Knuth
573. Dioscorea tequendamensis R.Knuth
574. Dioscorea ternata Griseb.
575. Dioscorea therezopolensis Uline ex R.Knuth
576. Dioscorea togoensis R.Knuth
577. Dioscorea tokoro Makino ex Miyabe
578. Dioscorea toldosensis R.Knuth
579. Dioscorea tomentosa J.Koenig ex Spreng.
580. Dioscorea torticaulis R.Knuth
581. Dioscorea trachyandra Griseb.
582. Dioscorea trachycarpa Kunth
583. Dioscorea traillii R.Knuth
584. Dioscorea transversa R.Br.
585. Dioscorea triandria Sessé & Moc.
586. Dioscorea trichantha Baker
587. Dioscorea trichanthera Gleason
588. Dioscorea trifida L.f.
589. Dioscorea trifoliata Kunth
590. Dioscorea trifurcata Hauman
591. Dioscorea trilinguis Griseb.
592. Dioscorea trimenii Prain & Burkill
593. Dioscorea trinervia Roxb. ex Prain & Burkill
594. Dioscorea trisecta Griseb.
595. Dioscorea trollii R.Knuth
596. Dioscorea truncata Miq.
597. Dioscorea tsaratananensis H.Perrier
598. Dioscorea tubiperianthia Matuda
599. Dioscorea tubuliflora Uline ex R.Knuth
600. Dioscorea tubulosa Griseb.
601. Dioscorea uliginosa Phil.
602. Dioscorea ulinei Greenm. ex R.Knuth
603. Dioscorea undatiloba Baker
604. Dioscorea urceolata Uline
605. Dioscorea urophylla Hemsl.
606. Dioscorea uruapanensis Matuda
607. Dioscorea valdiviensis R.Knuth
608. Dioscorea vanvuurenii Prain & Burkill
609. Dioscorea variifolia Bertero
610. Dioscorea velutipes Prain & Burkill
611. Dioscorea vexans Prain & Burkill
612. Dioscorea vilis Kunth
613. Dioscorea villosa L.
614. Dioscorea volckmannii Phil.
615. Dioscorea wallichii Hook.f.
616. Dioscorea warburgiana Uline ex Prain & Burkill
617. Dioscorea warmingii R.Knuth
618. Dioscorea wattii Prain & Burkill
619. Dioscorea weberbaueri R.Knuth
620. Dioscorea widgrenii R.Knuth
621. Dioscorea wightii Hook.f.
622. Dioscorea wittiana R.Knuth
623. Dioscorea wrightii Uline ex R.Knuth
624. Dioscorea xizangensis C.T.Ting
625. Dioscorea yunnanensis Prain & Burkill
626. Dioscorea zingiberensis C.H.Wright

## Classificação do gênero
| Sistema | Classificação                   | Referência               |
| ------- | ------------------------------- | ------------------------ |
| Linné   | Classe Dioecia, ordem Hexandria | Species plantarum (1753) |